# Johann Nepomuk Uschold
Johann Nepomuk Uschold (* 16. Mai 1806 in Erdenweis (Oberpfalz); † 11. April 1865 in Amberg) war ein deutscher Philosoph, Lehrer und Autor.

## Leben
Johann Nepomuk Uschold wurde am Freitag, 16. Mai 1806 in dem kleinen Ort Erdenweis bei Oberwappenöst in der nördlichen Oberpfalz geboren.
Er begann sein Studium der Philosophie in München und erfuhr dann von 1828 bis Juli 1829 eine weitere Ausbildung an der Universität Bonn, wo er Philologie studierte. Dort befasste er sich neben der Anlegung von Sammlungen zu einer vollständigen Geschichte Griechenlands und zu einem Werk über die Staatshaushaltung der Römer auch mit Studien zur Geschichte des Trojanischen Krieges. Letztere setzte er in München, wo er dann zunächst ab 1830 Studienlehrer war, fort. Ab November 1830 war er Gymnasialprofessor am königl. bayer. Gymnasium in Straubing, ab Oktober 1838 Gymnasialprofessor am Gymnasium in Amberg und ab Mai 1850 Professor der Philosophie am königl. bayer. Lyceum in Amberg. Anfang 1865 wurde er in den Ruhestand versetzt.
Am Dienstag, 11. April 1865 verstarb er in Amberg nach langem Gehirnleiden im Alter von nahezu 59 Jahren und wurde am Samstag, 15. April auf dem dortigen Katharinenfriedhof begraben. Die Grabstätte wurde aufgelöst und ist heutzutage nicht mehr vorhanden.

## Wirken
Seine Arbeiten und Lehrbücher zur Geschichte und Philosophie brachten es mit sich, dass Uschold auch auf dem Gebiet der Mythologie forschte, und zwar in der Nachfolge von Karl Otfried Müller, Niebuhr, Creuzer, Gottfried Hermann und Welcker. Eine erste Einordnung seines diesbezüglichen Werks und nähere Einzelheiten der von Uschold vertretenen Thesen haben zum Beispiel Wolfgang Menzel, Jakob Kruger und Wilhelm Heinrich Roscher in ihren Buchbesprechungen mitgeteilt.
Uscholds Standpunkt als Autor von Schulbüchern zur Geschichte gibt Wolfgang Jacobmeyer (2011) in seinem Werk „Das deutsche Schulgeschichtsbuch 1700–1945“ anhand der auszugsweisen Wiedergabe von Uscholds Vorwort zu dessen „Lehrbuch der allgemeinen Geschichte für Gymnasien und höhere Schulen“ von 1832 wieder. Demnach kann dieser wie folgt zusammengefasst werden:
Nach der neuen Schulordnung solle die allgemeine Geschichte auf den bayerischen Gymnasien ausführlicher als in den lateinischen Schulen gelehrt werden, und zwar solle in der ersten Klasse die alte Geschichte, in der zweiten Klasse die mittlere Geschichte und in der dritten Klasse die neuere Geschichte gelehrt werden. Neben der Erzählung der politischen Verhältnisse und Kriegsbegebenheiten solle auch die wissenschaftliche und artistische Bildung der Menschheit, ihre Religion, ihre häuslichen und bürgerlichen Verhältnisse einen notwendigen Teil der Geschichte ausmachen. Jene seien nur das Gerippe, diese das Mark und der Kern. Auch die physische Beschaffenheit des Landes müsse besonders gewürdigt werden, weil sie den Schlüssel zum Verständnis der politischen Geschichte bilde.
Uscholds Ansichten zur griechischen Geschichte und Mythologie erfuhren unterschiedliche Aufnahme.
In einer der ersten Rezensionen weist Fallmerayer (1838) darauf hin, dass Uschold behaupte, dass in der Ilias eine wahre Begebenheit, ein historisches Ereignis, dichterisch ausgeschmückt sei. Nur die Hülle von Homers Werk sei poetisch, nur die Personennamen seien Schöpfungen von Homer. Nicht ganz Griechenland habe sich zum Streit erhoben, sondern eine von Nord-Hellas ausgegangene politische Notwendigkeit habe zur Wanderung gezwungen. Er kommt schließlich zu der Überzeugung, dass trotz vieler Unstimmigkeiten bei Uscholds Interpretation mancher Stellen man sich den Konklusionen des Verfassers wohl werde unterwerfen müssen.
Überwiegend positiv äußert sich auch Wolfgang Menzel (1839), der meint, die Grundansicht, dass die meisten Symbole und Mythen sich auf Sonne und Mond beziehen, sei unzweifelhaft die richtige.
Dagegen übt Jakob Kruger (1856) deutliche Kritik. Es sei eine Unsitte vieler heutiger Forscher alle Sagengestalten und Sagenereignisse in einen mythischen Nebel zu verflüchtigen. Uschold erkläre den gemeinsamen Zug aller Danaer gegen Troja für mythisch. Troja sei zur Zeit der Heraklidenwanderung durch flüchtige Thessalier zerstört worden. Im Trojanischen Krieg hätten aber die Peloponnesier die Hauptrolle gespielt. Diese Nichtübereinstimmung beseitige Uschold dadurch, dass er Agamemnon und Menelaos zu Göttern mache. Sie hätten im Peloponnes Tempel und Altäre gehabt und hätten unmöglich einmal Menschen gewesen sein können. Dies tue er nur, weil sie als Menschen nicht in sein System passten.
Wilhelm Heinrich Roscher (1893) wies darauf hin, dass Uschold die Übereinstimmung zwischen den Religionen Griechenlands und des Orients durch den gemeinsamen Ursprung der griechischen, ägyptischen und phönizischen Mythen aus dem Sabäismus erklärt. Für den historischen Gehalt des griechischen Mythos gebe er zwar die Wanderungssagen zu, aber in der Hauptsache enthielten sie seiner Ansicht nach Natursymbolik, vorzugsweise auf Sonne und Mond bezogen.

## Werke
Als Autor:
- Handbuch der allgemeinen Geschichte der Völker und Staaten des Alterthums, 1. Buch, J. E. von Seidelsche Buchhandlung, Sulzbach 1828.
- Fragmenta quaedam commentationis de causa belli Trojani, 1831. Digitalisat bei Google Books
- Lehrbuch der allgemeinen Geschichte für Gymnasien und höhere Schulen, 1. Theil, Lehrbuch der alten Geschichte, 1. Auflage, Joseph Lindauer'sche Buchhandlung, München 1832. Digitalisat bei Google Books. - 2. Auflage, Joseph Lindauer'sche Buchhandlung, München 1839. Digitalisat bei Google Books
- Lehrbuch der allgemeinen Geschichte für Gymnasien und höhere Schulen, 2. Theil, Lehrbuch der mittlern Geschichte, 1. Auflage, Joseph Lindauer'sche Buchhandlung, München 1832. Digitalisat  bei Google Books. - 2. Auflage, Joseph Lindauer'sche Buchhandlung, München 1840. Digitalisat bei Google Books
- Lehrbuch der allgemeinen Geschichte für Gymnasien und höhere Schulen, 3. Theil, Die Geschichte der neuern und neuesten Zeit, 1. Auflage, Joseph Lindauer'sche Buchhandlung, München 1833. Digitalisat bei Google Books. - 2. Auflage, Joseph Lindauer'sche Buchhandlung, München 1844. Digitalisat bei Google Books
- Lehrbuch der Poetik, 1. Theil, Joseph Lindauer'sche Buchhandlung, München 1835. Digitalisat  des MDZ
- Lehrbuch der Poetik, 2. Theil, Joseph Lindauer'sche Buchhandlung, München 1835. Digitalisat des MDZ
- Geschichte des Trojanischen Krieges, J. G. Cotta, Stuttgart und Augsburg 1836. Digitalisat des MDZ
- Über das Verhältniß der Thraker und Pelasger zu den Hellenen, Straubing 1837. Digitalisat des MDZ
- Vorhalle zur Griechischen Geschichte und Mythologie, 1. Theil, J. G. Cotta, Stuttgart und Tübingen 1838. Digitalisat bei Google Books
- Vorhalle zur Griechischen Geschichte und Mythologie, 2. Theil, J. G. Cotta, Stuttgart und Tübingen 1839. Digitalisat bei Google Books
- Über die Entstehung der Verfassung der Spartaner, Klöber, Amberg 1843.
- Lehrbuch der Poetik, 2. Auflage, Joseph Lindauer'sche Buchhandlung, München 1846. Digitalisat des MDZ. - 3. Auflage, Joseph Lindauer'sche Buchhandlung, München 1856. Digitalisat des MDZ. - 4. Auflage, J. Lindauer'sche Buchhandlung, München 1864. Digitalisat bei Google Books
- Grundriß der Geschichte der Philosophie, Fedor Pohl, Amberg 1852. Digitalisat bei Google Books
- Grundriß der Metaphysik, Fedor Pohl, Amberg 1852. Digitalisat bei Google Books
- Grundriß der Psychologie, Fedor Pohl, Amberg 1852. Digitalisat bei Google Books
- Grundriß der Erkenntnißlehre, Fedor Pohl, Amberg 1855. Digitalisat bei Google Books
- Darstellung des Hauptinhaltes der Geschichte der Philosophie, Fedor Pohl, Amberg 1855. Digitalisat bei Google Books
- Aphorismen zu einer Logik, Hermann v. Train, Amberg 1859. Digitalisat bei Google Books
- Einleitung in die Philosophie, Hermann v. Train, Amberg 1860. Digitalisat bei Google Books
- Aphorismen der Philosophie, Fedor Pohl, Amberg 1863. Digitalisat bei Google Books
- Grundriß der allgemeinen Geschichte für lateinische Schulen und Anfänger, 1. Auflage, Joseph Lindauer'sche Buchhandlung, München 1835. Digitalisat bei Google Books. - 2. Auflage, Joseph Lindauer'sche Buchhandlung, München 1839. Digitalisat des MDZ. - 3. Auflage, Joseph Lindauer'sche Buchhandlung, München 1846. Digitalisat des MDZ. - 4. Auflage, Joseph Lindauer'sche Buchhandlung, München 1849. Digitalisat  des MDZ. - 5. Auflage, Joseph Lindauer'sche Buchhandlung, München 1863. Digitalisat des MDZ

Als Fortsetzer, Neubearbeiter und Vollender:
- Philosophisches Real-Lexikon, 4 Bände, Kollmann, Augsburg 1855.
- Lehrbuch der deutschen Geschichte für lateinische Schulen und höhere Lehranstalten, 6. Auflage, Joseph Lindauer'sche Buchhandlung, München 1854.